# サンタンナ・アッレージ
サンタンナ・アッレージ（イタリア語: Sant'Anna Arresi）は、イタリア共和国サルデーニャ州南サルデーニャ県にある、人口約2,700人の基礎自治体（コムーネ）。

## 地理

### 位置・広がり

#### 隣接コムーネ
隣接するコムーネは以下の通り。
- マザイナス
- テウラーダ

## 行政

### 分離集落
サンタンナ・アッレージには、以下の分離集落（フラツィオーネ）がある。
- Porto Pino, Is Pillonis, Is Cinus